# Coltivirus
Coltivirus es un género de virus del orden Reovirales, grupo III, virus RNA icosaédrico sin cubierta, solo contiene una especie llamada Colorado tick fever virus, causa la Fiebre del Colorado por garrapatas. Entre sus principales características encontramos que infectan los glóbulos rojos de los humanos, se replica en la médula ósea, corazón, pulmones, ganglios linfáticos y bazo.